# Яршевка
Яршевка (бел. Яршоўка) — река в Белоруссии, протекает в Молодечненском и Воложинском районах Минской области, правый приток Ислочи. Длина реки — 30 км, площадь водосборного бассейна — 225 км²
Река начинается в Молодечненском районе у деревни Шалыги. Течёт по западным склонам Минской возвышенности. В среднем течении перетекает в Воложинский район. Генеральное направление течение от истока — юг, затем река поворачивает на юго-восток.
Долина реки трапециевидная, шириной 200—500 м. Пойма двухсторонняя. Русло на протяжении 10 км от истока канализировано, ниже по течению от деревни Заречье извилистое.
Притоки: Доровлянка (правый), Каскрувка (левый).
Течёт в основном по безлесой, заселённой местности. Протекает деревни Запрудье, Заречье, Адамовцы, Яршевичи, Кисели.
Впадает в Ислочь в 3 км к западу от Ракова.